# Mersul trenurilor neregulat
Mersul trenurilor neregulat (titlul original: în germană Zugverkehr unregelmäßig) este un film polițist est-german, 
realizat în 1951 în studiourile DEFA de regizorul Erich Freund, protagoniști fiind actorii Claus Holm, Inge Keller, Peter Lehmbrock și Brigitte Krause. 

## Rezumat
Șoferul Jochen i-a salvat odată viața polițistului Erich și de atunci sunt prieteni. De aceea, lui Erich nu-i vine să creadă că Jochen a luat-o pe căi greșite. Jochen, tocmai și-a găsit un nou loc de muncă ca supraveghetor la S-Bahn, dar nu era suficient de interesant pentru el. A căzut în mâinile agentului din Berlinul de Vest, Ellen, care are nevoie de relațiile și de cunoștințele lui, iar acum este implicat în acte de sabotaj. Dintr-o dată are mulți bani și chiar și Inge, iubita lui Erich, l-a părăsit pe acesta cuplându-se cu Jochen. Când Inge află de unde are banii, este îngrozită. Un nou act de sabotaj, poate fi dejucat de ea și de Erich, dar Jochen moare în această acțiune.

## Distribuție
- Claus Holm – Jochen Böhlig
- Inge Keller – Ellen Zander
- Peter Lehmbrock – Erich Schröder
- Brigitte Krause – Inge Marten
- Hanns Groth – Kurt Strack
- Horst Drinda – Helmuth Becker
- Evamaria Bath – Bettina Gerold
- Margarete Kupfer – Muttchen Kühn
- Werner Pledath – polițistul Walter
- Albert Venohr – Bremer
- Heinz Scholz – inspectorul criminalist
- Theo Shall – dl. Grey
- Hans Schoelermann – americanul
- Fred Kronström – vânzătorul
- Annemarie Hase – vecina lui Böhlig
- Hans-Edgar Stecher – hoțul de metale neferoase
- Nico Turoff – un sabotor
- Hermann Stetza – un sabotor
- Frank Michelis – un muncitor
- Egon Vogel – spectatorul de la cursa de ciclism

## Lansare
Filmul Mersul trenurilor neregulat a avut premiera în RDG pe data de 27 iulie 1951.
În România premiera filmului a avut loc în cadrul „Festivalului Filmului R. D. Germane”  la data de 12 decembrie 1951 la cinematograful „Patria” din capitală.